# トヨタ・カローラセレス
カローラセレス（COROLLA CERES）は、トヨタ自動車がかつて生産・販売していた4ドアハードトップ型の乗用車である。

## 概要
7代目（E100型）カローラシリーズの派生車として1992年5月に発売された。トヨタとしては初のコンパクト（スモール）クラスでの4ドアハードトップ（4ドアクーペ）モデルである。取扱ディーラーはカローラ店で、生産は関東自動車工業（現・トヨタ自動車東日本）横須賀工場で行われていた。
姉妹車にトヨタオート店（現・ネッツ店）扱いのスプリンターマリノがある。相違点はフロントノーズの造形とテールランプのデザインのみ。
カリーナEDやコロナEXiVが生み出した4ドアハードトップブームに乗る形で発売されたモデルだが、その後のRVブームの時期にさしかかると4ドア車そのものの不人気に加え、その低いルーフが生み出す独特のスタイルと引き替えに失った居住性が災いし、販売成績は下落の一途を辿った。
カローラが8代目（E110型）にフルモデルチェンジした1995年以降も、本車はモデルチェンジされることなくE100型のまま生産が継続され、エンジン、トランスミッション、サスペンションなどの主要コンポーネンツのみE110型の部品を移植される形で、1998年7月まで生産が続けられた。

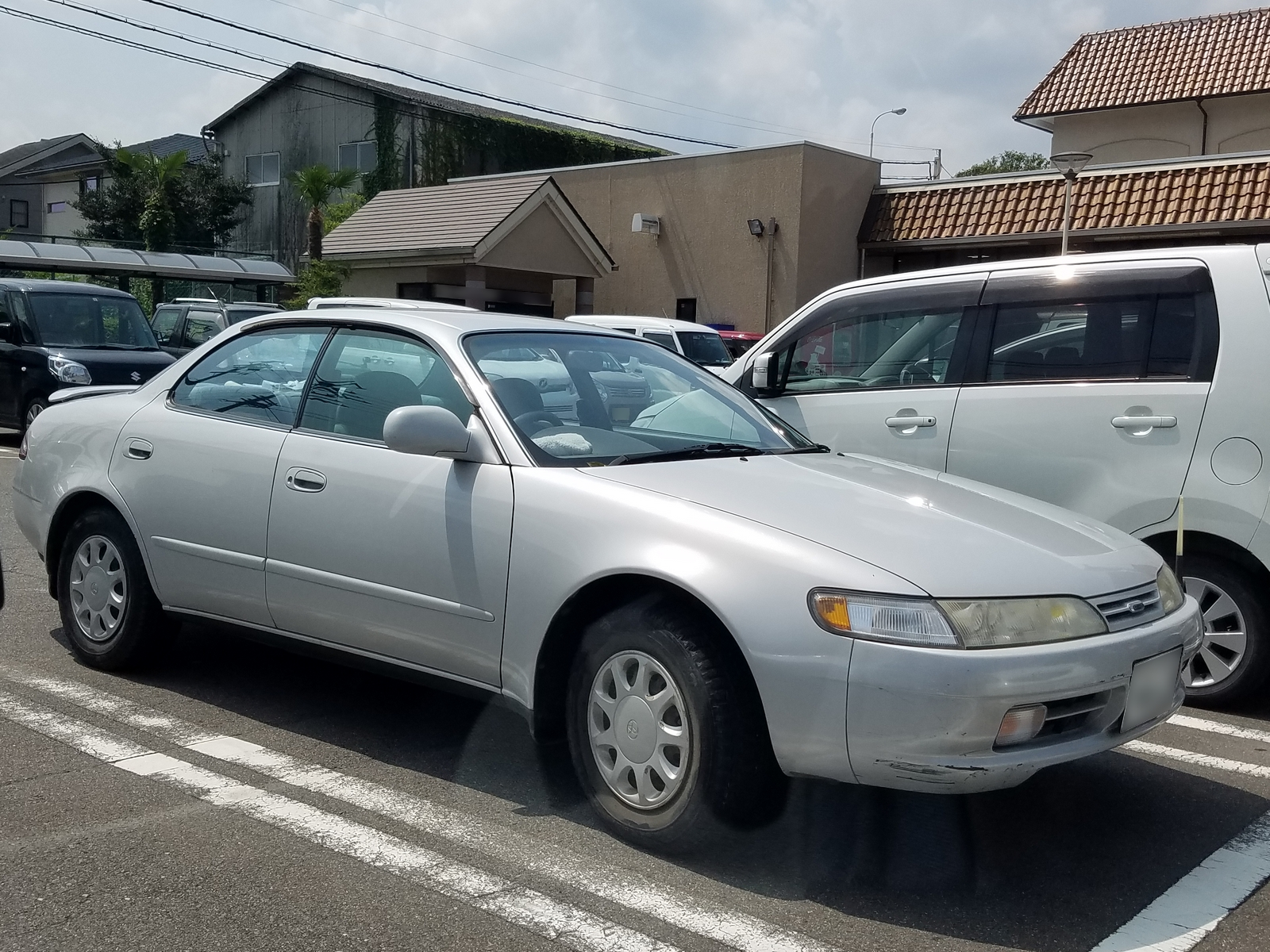
後期型 Fタイプ
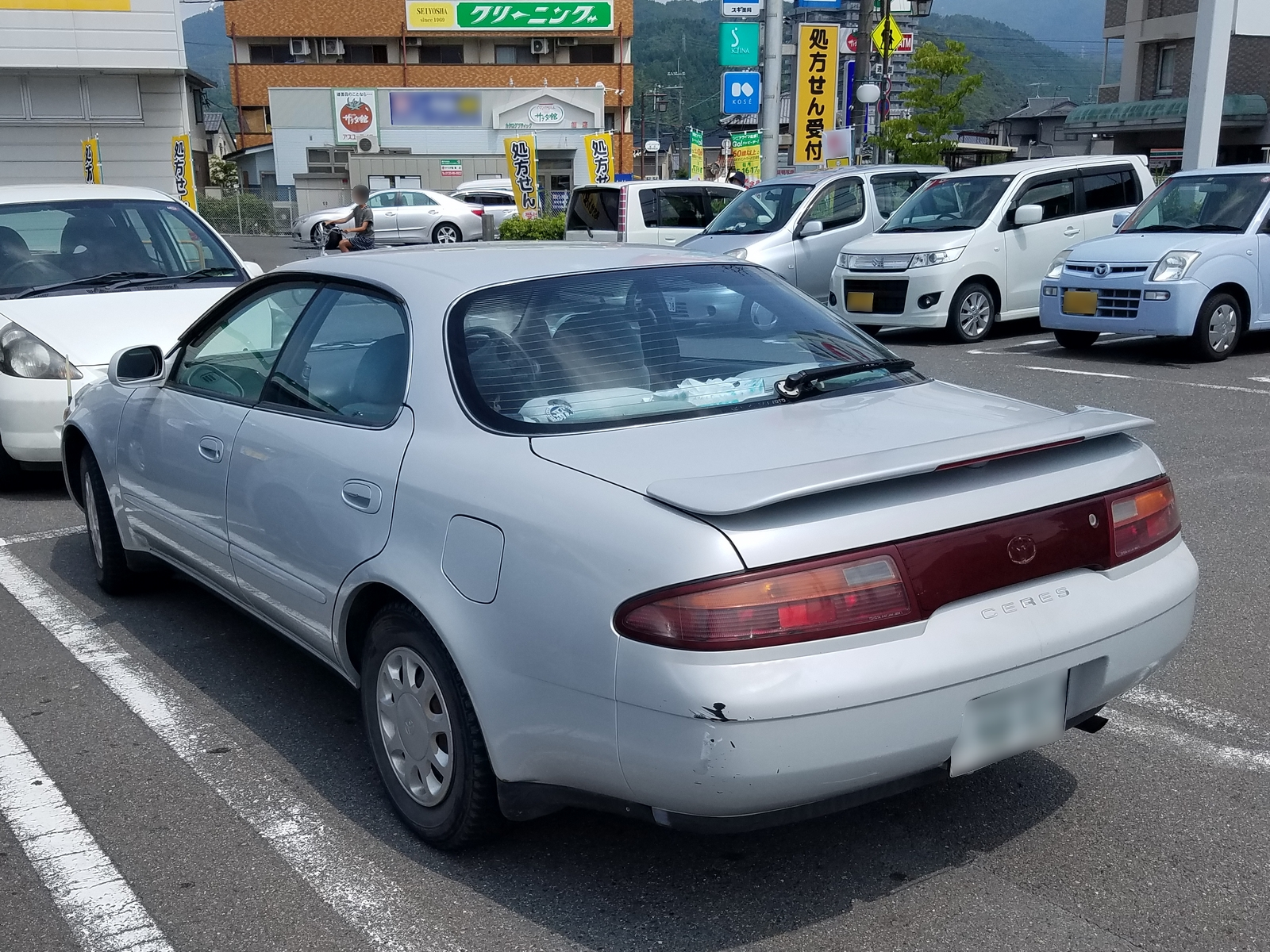
後期型 Fタイプ

## 装備
- 全車メーカーオプションとして「エクストラパッケージ」が用意されていた。その中の装備の一つとして「マルチインフォメーションディスプレイ」がある。これは、メーターパネル左に設置された小型液晶モニターの事で、普段は時刻のみ又は時刻と日付を表示しているが、車両に何らかの異常が起きた事をセンサーが感知すると、警告音と共に液晶モニターに文字表示するというもの。この装備を搭載していたのは、E100型の中で当モデルとスプリンターマリノのみであった。
- ハードトップモデルでは珍しく、後ろのドアガラスがほぼ完全に下がる。
- 衝突安全性の向上の為に、当時トヨタ自動車の設計標準化であった「CIAS」（サイアス）が採用されている。

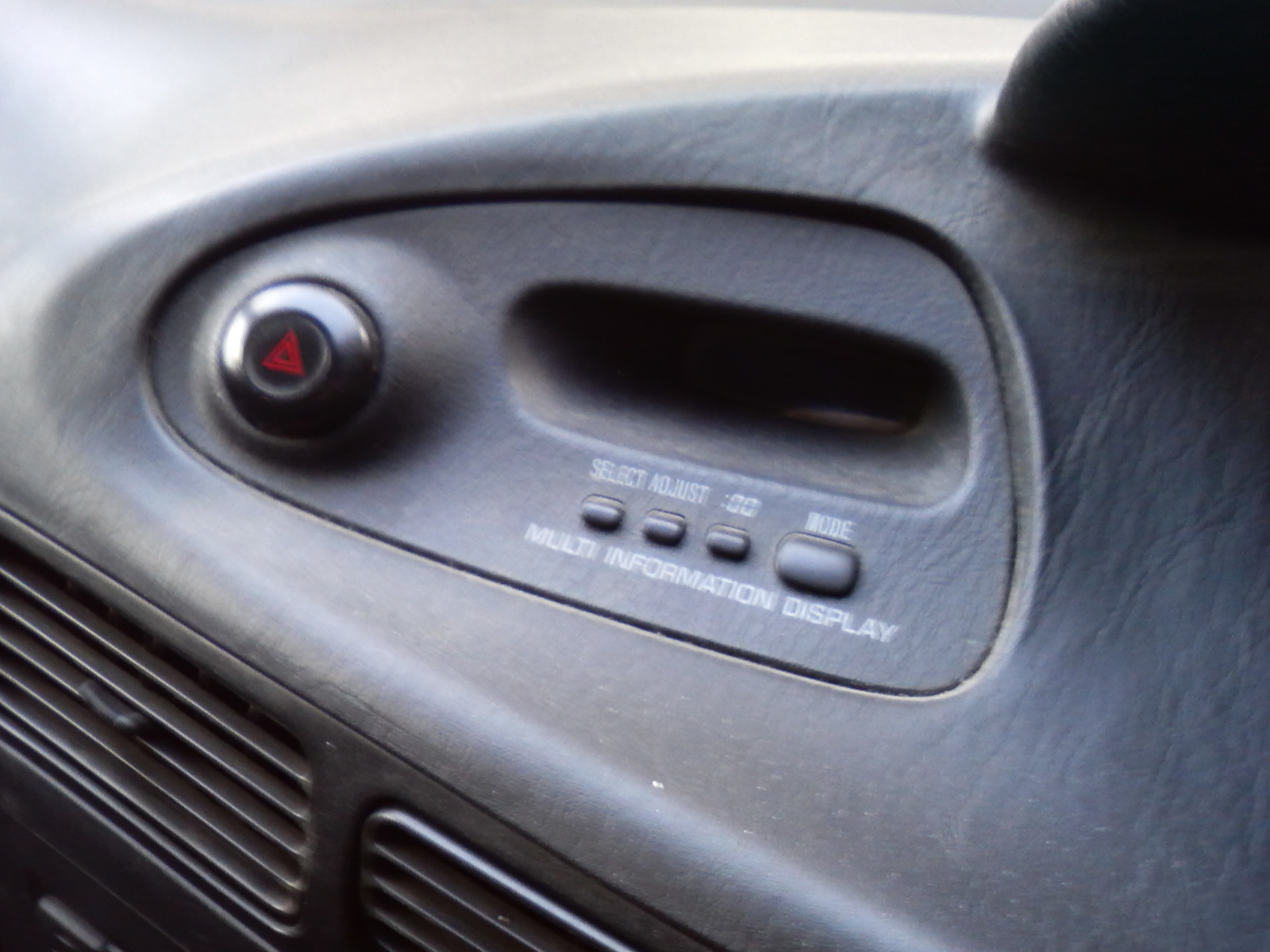
マルチインフォメーションディスプレイ

## 初代 AE10#型（1992年-1999年）
- 1992年5月 発売。
  - グレードは5A-FE型 1.5 Lエンジン搭載のF type、4A-FE型 1.6 Lエンジン搭載のX type、スポーツ仕様の4A-GE型 1.6 Lエンジン搭載のG typeの3種類。トランスミッションは4速ATと5速MTが設定された。
- 1993年5月 E100型セダン、レビン、ワゴン(ビジネスシリーズを除く)等のマイナーチェンジに伴う一部改良。
  - エアコンの冷媒にはR134aが採用される。
  - G typeのパワーステアリングがプログレッシブタイプで無くなる。X typeはそのまま継続搭載。
  - F typeを除く全車に4スピーカーが標準搭載となる。
  - パワーウインドウの運転席で操作するスイッチ4個の内、照明付きが運転席側ウィンドウ作動用1個のみとなる。但し、パワーウインドウスイッチが付いているユニットは、前期、後期問わずそれごと付け替える事が可能である。
- 1994年5月 マイナーチェンジ。フロントバンパー・グリル、リアテールランプの意匠変更等。CM出演者は稲森いずみと筒井道隆。
- 1995年5月 一部改良。セダンやレビンのE110型へのフルモデルチェンジに伴う、エンジン・ミッション・サスペンション等の主要コンポーネンツの変更。
- 1997年5月 一部改良。G typeのMT車が6速化。
- 1998年7月[2]スプリンターマリノとともにオーダーストップに伴う生産の終了。在庫のみの対応となる。
- 1999年12月[3]　販売終了。1代限りでモデル廃止となった。

## モータースポーツ
1994年より開催された「全日本ツーリングカー選手権（JTCC）」（通称：ニューツーリング）に土屋エンジニアリングより参戦した。FFの前輪荷重負担の大きさを考慮し、フロントタイヤに18インチ、リアタイヤに15インチと前後異径サイズを使用していることが大きな特徴。基本的にはグループA時代のAE101型カローラレビン・スプリンタートレノで培った技術を採用している。エンジンは3S-GE型を搭載していた。選ばれた理由は、当時のトヨタのこのクラスの中で前方投影面積が最小で空気抵抗面で有利と思われたため。実戦では期待されたストレートもさることながらコーナリング性能も通常のカローラセダンよりも速くなかなかのものだった。
1994年は鈴木恵一・新田守男がドライブした。1994年のドライバーズポイントスタンディングはランキング12位（全29位）。トヨタ車としてはコロナに続いて2番目の成績であった（トヨタ勢はコロナ（6台）、カローラセダン（2台）、カローラセレス（1台）、スプリンターマリノ（1台）が参戦）。
1995年は影山正美がドライブし、第1戦は4位入賞を果たしている。第2戦まで参戦した後、コロナEXiVにチェンジしている。1995年よりレギュレーションが改訂され、公認前後スポイラーを装着した。
ADVANカローラセレスの資料は非常に少ない。画像は「Racing on」や「日本の名レース」などに掲載されている。また、Central Hobbyよりジグソーパズルが発売されている。その他レアな資料としては、1995年3月、横浜ゴム作成の「'95 YOKOHAMA PERFORMANCE RADIALS 販売店様用」（販売店向けタイヤカタログ）の12ページに「ADVAN A032R」の挿絵として活用されている。動画では、横浜ゴム作成のADVANイメージビデオとベストモータリング1994年9月号で確認できている。
JTCCブームもあり、TRDがカローラ（4ドアセダン）とセレスをベースに「TRD2000」というコンプリートモデルを99台限定で発売した（ちなみに発表当日に完売している）。エクステリアは「TRD2000」の専用ステッカーのみで特別な装飾は無いものの、エンジンが通常搭載される1,600ccの4A-GE型から、セリカ（T202型）・MR2（W20型）等や実際のJTCCカーにも搭載される3S-GE型に換装されているのが特徴で、価格も通常のカローラの倍である330万円以上であった。

## 車名の由来
「COROLLA」はラテン語で「花の冠」という意味を持つ。
「CERES」は、ローマ神話の実りの女神のケレースに因んでいる。